# BRP Liberato Picar
Le BRP Liberato Picar est le septième patrouilleur côtier de la classe Jose Andrada de la marine philippine. Il fait partie du premier lot de sa classe, commandé par le biais des ventes militaires à l’étranger (FMS) des États-Unis en 1990, et a été mis en service par la marine philippine en janvier 1992,. Il a d’abord été désigné comme Fast Patrol Craft, et a été numéroté « DF-377 », mais plus tard a été redésigné comme Patrol Gunboat « PG-377 ». Une autre reclassification a été effectuée en avril 2016, qui l’a redésigné comme le patrouilleur côtier PC-377.

## Conception
Le navire a été construit selon les normes de la Garde côtière américaine avec une coque et une superstructure en aluminium. Il est propulsé par deux moteurs Diesel Detroit Diesel Corporation 16V-92TA d’une puissance combinée d’environ 2800 ch, entraînant deux hélices et donnant une vitesse maximale de 28 nœuds (52 km/h). L’autonomie maximale est de 1200 milles marins (2200 km) à 12 nœuds (22 km/h) ou de 600 milles marins (1100 km) à 24 nœuds (44 km/h).
Le navire était conçu à l’origine pour transporter un canon de 40 mm Mk.3, un mortier de 81 mm à l’arrière et quatre mitrailleuses de 12,7 × 99 mm OTAN (calibre .50),. Au lieu de cela, il n’est armé que de quatre mitrailleuses Browning M2HB de calibre 12,7 mm sur des affûts Mk.26, dont deux positionnées à l’avant et deux à l’arrière, et de deux mitrailleuses M60 de 7,62 × 51 mm OTAN (calibre .30), toutes deux montées au milieu du navire. Le navire peut transporter 4000 cartouches de 12,7 mm et 2000 cartouches de 7,62 mm. Une paire de grandes jumelles « Big Eyes » est également emportée sur des supports trépied, un sur le gaillard d'avant et un juste au-dessus du mât.
Faisant partie du premier lot (PG-370 à PG-378), il n’est pas équipé du chain gun M242 Bushmaster Mk.38 Mod.0 de 25 mm,,. Il était prévu d’installer sur sa proue un chain gun M242 Bushmaster de 25 mm (stabilisé ou non) après quelques modifications mineures, mais à ce jour, cela ne s’est pas concrétisé.
Il est équipé d’un radar de recherche et de navigation de surface Raytheon AN/SPS-64(V)11, mais avec une antenne plus petite que celles utilisées sur les plus grands navires de la marine philippine,. En février 2009, le système de suivi des navires de la marine philippine (VTS) lui a été installé avec par le Naval Sea Systems Command, et il a été testé par le Centre des systèmes d’électronique et d’information des communications navales (NCEISC) de la marine philippine.
Un bateau pneumatique semi-rigide de 4 mètres, propulsé par un moteur hors-bord de 40 ch, est rangé au milieu du navire.

## Historique
Du 14 au 16 août 2012, les forces navales du nord de Luzon (NFNL) ont mené dans les eaux de la mer de Chine méridionale un exercice naval à petite échelle portant le nom de code SAGEX 02-12. Le BRP Liberato Picar, ainsi que le BRP Gregorio del Pilar et le BRP Rajah Humabon, ont participé à la Naval Task Force (NTF) 11. L’exercice comprenait des patrouilles, des simulations de suivi de cibles et d’interdiction, et s’est terminé par des exercices de tir réel,.
En novembre 2019, le BRP Liberato Picar a participé à l’exercice annuel CORPAT-PHILINDO de patrouille coordonnée de l’Indonésie et des Philippines. Cette activité conjointe d’entraînement maritime a impliqué des membres des forces navales de l’est de Mindanao (NFEM) et du Second Fleet Command indonésien. Les autres navires de guerre utilisés au cours de l’exercice étaient le BRP Apolinario Mabini des Philippines, ainsi que les KRI Layang et KRI Pandrong de l’Indonésie. Les activités comprenaient des discussions sur la doctrine navale et des exercices et manœuvres en haute mer.